# 서스캐처원 대학교
서스캐처원 대학교(University of Saskatchewan)는 캐나다 서스캐처원주 새스커툰에 위치한 공립 연구 중심 대학이다. 1907년 설립되었고 U15 대학 중 하나이다.

## 저명한 교수 및 동문
- 레이먼 존 나티신, 학사(1954) 및 법학사(1956)[2], 캐나다의 24대 총독(1990년~1995년).
- 존 디펜베이커, 학부(1912-1915) 및 예술학 석사(1915)[3], 캐나다의 13대 총리(1957년~1963년).
- 킴 코티스, 학부 졸업(1981)[4], 미국의 배우
- 헨리 토브, 학부(1935) 및 화학 석사(1937)[5], 노벨 화학상 (1983년)
- 게르하르트 헤르츠베르크, 물리학과 교수(1935년~1945년), 노벨 화학상 (1971년)